# ハンス・フィリップ
ハンス・フィリップ(ドイツ語: Hans Philipp、1917年3月17日 - 1943年10月8日)は、ドイツの軍人。最終階級は空軍中佐。第二次世界大戦では206機を撃墜したエース・パイロットであり、その戦功から柏葉・剣付騎士鉄十字章を受章した。

## 経歴
1936年4月に士官候補生としてドイツ国防軍空軍に入隊した。
1938年1月1日に少尉へ昇進し、第76戦闘航空団(JG76)第I飛行隊に配属された。
1939年9月5日、ポーランド侵攻で初の撃墜を記録し、次いで派遣されたフランス侵攻では総撃墜数が5機に達してエース・パイロットとなった。
1940年8月、中尉に昇進した彼は、同時に新たに配属された第54戦闘航空団(JG54)第4飛行中隊中隊長に就任した。
1941年春ごろからバルカン戦線 (第二次世界大戦)に従事し、6月からは独ソ戦にも従事した。1941年末に大尉へ昇進した。
1942年2月17日にJG54第I飛行隊飛行隊長へ就任した。3月31日に総撃墜数が100機に達する。
1943年1月14日には総撃墜数150機、3月17日には総撃墜数200機を記録した。4月1日、少佐に昇進した彼は第1戦闘航空団(JG1)司令に就任し、西部戦線におけるドイツの防空任務を与えられた。しかし10月8日、ブレーメン上空でアメリカ陸軍航空軍と交戦した彼の搭乗機はアメリカ軍機に撃墜されてしまった。パラシュートでの脱出を試みたが、機体から脱出後、パラシュートが開かず墜落し死亡した。

## 叙勲
- 戦傷章
  - 戦傷章黒章
- 空軍前線飛行章
  - 黄金空軍前線飛行章 (1941年5月19日)[1]
  - ペナント付き黄金空軍前線飛行章 (1942年10月4日)[1]
- パイロット兼観測員章
- 空軍名誉杯 (1940年9月28日)[2]
- 鉄十字章
  - 二級鉄十字勲章1939年章 (1939年10月10日)[3]
  - 一級鉄十字勲章1939年章 (31 May 1940年5月31日)[3]
- 1941年/1942年東部戦線冬季戦記章 (1942年8月8日)[1]
- ズボニミール王王冠勲章（英語版） (1942年9月15日)[1]
  - 剣付二級ズボニミール王王冠勲章
- 騎士鉄十字章[4]
  - 騎士鉄十字章 (1940年10月22日)
  - 柏葉付騎士鉄十字章 (1941年8月24日)
  - 柏葉・剣付騎士鉄十字章 (1942年3月12日)
- ドイツ十字章
  - ドイツ十字章金章 (1942年6月18日)[4]